# 防水施工技能士
防水施工技能士（ぼうすいせこうぎのうし）とは、国家資格である技能検定制度の一種で、都道府県職業能力開発協会（問題作成等は中央職業能力開発協会）が実施する、防水施工に関する学科及び実技試験に合格した者をいう。

## 概要
技能検定の防水施工職種においては、ウレタンゴム系塗膜防水工事作業、アクリルゴム系塗膜防水工事作業、セメント系防水工事作業、シーリング防水工事作業、FRP防水工事作業、アスファルト防水工事作業、合成ゴム系シート防水工事作業、塩化ビニル系シート防水工事作業、改質アスファルトシートトーチ工法防水工事作業に分かれる。
等級には、1級及び2級があり、1級は上級技能者、2級は中級技能者が通常有すべき技能の程度と位置づけられている。
資格を取得するためには、技能検定の実技試験と学科試験の両方の試験に合格することが必要である。
ちなみに、防水工事技能士という呼称は誤りであり、技能検定に防水工事という職種は存在しない。

## 受検資格
- 1級：実務経験7年以上
- 2級：実務経験2年以上

※職業訓練歴や学歴により実務年数は異なる。

## 実技作業試験内容

### 防水施工(ウレタンゴム系塗膜防水工事作業)
- 1級：試験台の床面、立上がり、箱部等の全面に補強材を挿入し、ウレタンゴム系塗膜防水作業を行う。試験時間＝2時間10分
- 2級：試験台の床面、立上がり等の各部全面に補強材を挿入し、ウレタンゴム系塗膜防水作業を行う。試験時間＝2時間10分

### 防水施工(アクリルゴム系塗膜防水工事作業)
- 1級：あらかじめ用意された試験台の斜壁(開口部を含む)、天端、パイプ回り、立上がり面及びひび割れ部分を増し塗り、補強布、シーリング材等で補強し、アクリルゴム系塗膜防水材により塗膜防水作業を行う。試験時間＝2時間10分
- 2級：あらかじめ用意された試験台の斜壁(開口部を含む)、天端、立上がり面及びひび割れの部分を増し塗り、補強布等で補強し、アクリルゴム系塗膜防水材により塗膜防水作業を行う。試験時間＝2時間20分

### 防水施工(セメント系防水工事作業)
課題Aか課題Bのいずれかを選択
- 1級
  - 課題A（モルタル防水工事）：壁にある湧水の箇所を止水し、その上にモルタル防水層をこて塗りし、はけ引き仕上げとする。床面のモルタル防水層にこう配を付け、金ごて押えをする。試験時間＝2時間20分
  - 課題B（珪酸質防水工事）：壁にある湧水の箇所を止水し、切り付け処理する。壁面及び床面に珪酸質防水層をはけ引き仕上げする。試験時間＝1時間50分
- 2級
  - 課題A（モルタル防水工事）：切り付け処理及び下地処理後、壁面モルタル防水層をこて塗りし、はけ引き仕上げとする。床面のモルタル防水層を金ごて押さえをする。試験時間＝2時間20分
  - 課題B（珪酸質防水工事）：切り付け処理及び下地処理後、壁面珪酸質防水層をはけ引き仕上げする。床面に珪酸質防水層をはけ引き仕上げする。試験時間＝1時間30分

### 防水施工(シーリング防水工事作業)
- 1級：試験台にガラス及び塩化ビニル方立を固定し、ガラス回り、ガラス及び塩化ビニル方立による三方突合わせ目地、サッシ回り目地、クロス目地、方立及び無目にシーリング防水工事作業を行う。試験時間＝2時間30分
- 2級：試験台に固定されたガラス回り、サッシ回り目地、クロス目地、方立及び無目にシーリング防水工事作業を行う。試験時間＝1時間50分

### 防水施工(FRP防水工事作業)
- 1級：試験台の平場面、立上り面及び箱部全面にFRP防水工事作業を行う。試験時間＝2時間
- 2級：試験台の平場面及び立上り面にFRP防水工事作業を行う。試験時間＝2時間

### 防水施工(アスファルト防水工事作業)
- 1級：試験台の平場、立上り及びパイプの各部にアスファルト防水を行う。試験時間＝2時間20分
- 2級：試験台の平場及び立上り部にアスファルト防水を行う。試験時間＝2時間10分

### 防水施工(合成ゴム系シート防水工事作業)
- 1級：試験台の平場、立上り及びパイプ回りの各部に合成ゴム系シート防水を行う。試験時間＝3時間10分
- 2級：試験台の平場及び立上りの各部に合成ゴム系シート防水を行う。試験時間＝2時間20分

### 防水施工(塩化ビニル系シート防水工事作業)
- 1級：試験台の平場、立上り及びパイプ回りの各部に接着工法及び機械的固定工法による塩化ビニル系シート防水を行う。試験時間＝2時間20分
- 2級：試験台の平場、立上りの各部に接着工法及び機械的固定工法による塩化ビニル系シート防水を行う。試験時間＝2時間20分

### 防水施工(改質アスファルトシートトーチ工法防水工事作業)
- 1級：試験台の平場、立上り及び貫通パイプ回りの各部に改質アスファルトシートトーチ工法防水を行う。試験時間＝2時間30分
- 2級：試験台の平場及び立上りの各部に改質アスファルトシートトーチ工法防水を行う。試験時間＝2時間30分

## 取得後の称号
技能検定に合格すると等級に応じて技能士の称号が付与される。名刺などに資格を表記する際には「1級防水施工技能士」、「2級防水施工技能士」のように等級を明示する必要がある。等級の非表示、等級表示位置の誤り、職種名の省略表示などは不可である。
なお職業能力開発促進法により、防水施工技能士資格を持っていないものが防水施工技能士と称することは禁じられている。